# Arlington Township (Missouri)
Pour les articles homonymes, voir Arlington Township et Arlington.
Arlington Township est un ancien township, situé dans le comté de Phelps, dans le Missouri, aux États-Unis,.
Le township est fondé en 1857 et baptisé en référence à la communauté d'Arlington (en).